# Івановське художнє училище
Обласний державний освітній заклад «Івановське обласне художнє училище імені М. І. Малютіна» (рос. Областное государственное образовательное учреждение «Ивановское областное художественное училище имени М. И. Малютина») — навчальний заклад мистецького профілю у місті Іваново, РФ.

## Історія
У 1928 року при Іваново-Вознесенському відділенні АХРР були організовані художні курси, на базі яких рішенням Івановського облвиконкому від 21 квітня 1930 року було відкрито Івановський художньо-педагогічний технікум, перейменований згодом на Івановське художнє училище.
Одним з організаторів училища був талановитий художник-педагог А. М. Кузнєцов, який згодом став професором МДАХІ ім. В. І. Сурикова. Він та його колеги: учень В. О. Сєрова — М. С. Пирін, учень К. С. Петрова-Водкіна — М. П. Секірін, М. Г. Буров, М. М. Мельников, І. Н. Нефьодов та інші віддали чимало сил і творчої енергії становленню навчального закладу, зростанню його авторитету.
Указом губернатора Івановської області від 19 квітня 2002 року № 60-УГ училищу присвоєно ім'я народного художника РРФСР Марка Івановича Малютіна.

## Відділення
Навчання студентів проводиться за такими спеціальностями:
- 070901 «Живопис»: спеціалізація — «Станковий живопис», кваліфікація — художник-живописець, викладач;
- 070602 «Дизайн»: спеціалізації — «Дизайн середовища», «Дизайн графічної продукції», «Предметний дизайн», кваліфікація — дизайнер;
- 070802 «Декоративно-ужиткове мистецтво та народні промисли»: спеціалізації — «Художня кераміка», «Художній розпис тканини», кваліфікація — художник-майстер.

## Відомі випускники
Івановське художнє училище пишається своїми випускниками різних років, серед яких: народний художник РРФСР, лауреат двох Сталінських премій, професор К. М. Максимов, народний художник Росії, лауреат Державної премії М. І. Малютін — чиє ім'я носить училище, народні художники Росії Є. О. Грибов, К. О. Прохоров, В. В. Родіонов, Н. П. Родіонова, заслужені художники України Ф. М. Полонський, А. Ю. Стрелов та інші.